# Federico Cesarano (schermidore 1846)
Federico Cesarano (Napoli, 18 luglio 1846 – ...) è stato uno schermidore italiano.

## Biografia
Da militare è stato volontario negli Ussari garibaldini ed è stato nella Cavalleggeri Lucca.

## Carriera
Nel 1868 fondò a Padova il Club Ginnastica e Scherma Cesarano Padova. Da schermidore partecipò a numerosi tornei italiani vincendo numerose medaglie.
Inoltre ha insegnato ginnastica nelle scuole di Padova.